# Aulonia albimana
Aulonia albimana là một loài nhện trong họ Lycosidae. Chúng được Charles Athanase Walckenaer miêu tả năm 1805.